# Lars Forsberg
Ej att förväxla med Lars Lennart Forsberg eller Lars Ragnar Forssberg.
Lars Nils Forsberg, född 24 maj 1926 i Gävle, död 22 januari 2003 i Oscar Fredriks församling i Göteborg, var en svensk regissör.
Forsberg debuterade med kortfilmen Slut 1966. Fyra år senare långfilmsdebuterade han med Jänken, för vilken han också fick motta Chaplin-priset. Jänken kom dock att bli hans enda långfilm och under de nästkommande 20 åren gjorde han TV-filmer. Hans sista film blev 1991 års Svidande affärer.
Forsberg är begravd på Örgryte nya kyrkogård.

## Filmografi

### Regi
- 1966 – Slut (kortfilm)
- 1970 – Jänken
- 1971 – Vad säger du, Tomas? (TV-film)
- 1973 – Klubb 50 (TV-film)
- 1973 – Förlorarna (TV-film)
- 1975 – Kulstötaren (TV-film)
- 1977 – Dom i målet (TV-film)
- 1983 – Distrikt 5 (TV-serie)
- 1986 – Torkhuven (TV-film)
- 1986 – Anmäld Försvunnen (Hassel, TV-serie)
- 1989 – Glenn och Gloria (TV-film)
- 1991 – Svidande affärer (TV-film)

### Manus
- 1966 – Slut (kortfilm)
- 1970 – Jänken
- 1975 – Kulstötaren (TV-film)
- 1983 – Distrikt 5 (TV-serie)
- 1989 – Glenn och Gloria (TV-film)
- 1991 – Svidande affärer (TV-film)

### Foto
- 1962 – En tarantella om efteråt

## Radioteater

### Regi (ej komplett)
| År   | Produktion                                                       | Upphovsmän   |
| ---- | ---------------------------------------------------------------- | ------------ |
| 1979 | Bekänna färg Statements After an Arrest Under the Immorality Act | Athol Fugard |

### Fotnoter
1. 1 2  ”Lars Forsberg”. Svensk Filmdatabas. http://www.sfi.se/sv/svensk-filmdatabas/Item/?type=PERSON&itemid=68780&iv=OVERVIEW. Läst 19 augusti 2012.
2. ↑  SvenskaGravar
3. ↑  ”Radio-program”. Dagens Nyheter:  s. 63. 16 december 1979. http://arkivet.dn.se/tidning/1979-12-16/341/63. Läst 12 juli 2017.